# サラワク反割譲運動
サラワク反割譲運動（サラワクはんかつじょううんどう、マレー語: Gerakan Anti-Penyerahan Sarawak）は、サラワク（現 マレーシア・サラワク州）を王冠植民地として統治しようとするイギリスに対抗する先住民たちの運動である。この運動は1946年7月1日から1950年3月まで続いた。

## 背景
サラワクは、1841年以来白人王が統治するサラワク王国であったが、第3代ラージャ（藩王）のヴァイナー・ブルックは、ラージャを退位して領土をイギリスに割譲することを1946年2月8日に決定した。
この割譲に対する反対運動が起こった理由は3つある。第一に、この割譲は、ヴァイナー自身が1941年に制定した憲法における、ラージャがサラワクに自治権を与えるという規定に反するものであった。第二に、サラワクの人々は、ブルック家による統治がサラワクの独立に繋がると信じていたが、ヴァイナーの後継者であるアンソニー・ブルックは後任のラージャに任命されなかった。第三に、この決定は先住民の同意なしに行われた。イギリスは住民との話し合いはしたものの、1946年7月1日、イギリス人将校やヨーロッパ系住民のみの支持に基づいて、サラワクをイギリスの王冠植民地とすることを宣言した。
反割譲という思想は、『ファジャル・サラワク』紙が創刊したときに始まり、後に『ウトゥサン・サラワク』紙に引き継がれた。

## 運動の概要
多くのマレー系住民は、アバン・ハジ・アブディラらが主導する反割譲運動に参加し、サラワク・マレー民族協会(PKMS)など他の多くの地方協会も参加した。運動の参加者たちは、ロンドンの植民地省に対し、サラワクの割譲に反対する書簡を送った。また、サラワクの全ての村に割譲反対のポスターを掲示し、女性を含む地方の人々が反対デモを行った。しかし、この運動の参加者のほとんどが公務員であることが当局に判明すると、当局は、公務員が政治運動に参加することは違法であり、解雇の対象となるという「通達第9号」を発布した。1947年4月2日、この通達に抗議して、教師を中心とする338人以上の公務員が辞職した。それにより、サラワクの22以上の学校が閉鎖された。また、56人の大学生が、通達への抗議の意を示して授業をボイコットした。1947年7月1日、イギリス政府がチャールズ・アーデン＝クラークをサラワクの初代総督に任命したとき、最大規模のデモが発生し、この日以降、デモの回数が増加した。
イギリス政府は、反割譲運動の沈静化のため、マレー人とダヤク族との分断を図ろうとした。また、サラワクの植民地化は住民たちが良い生活をできるようにするためのものだと喧伝し、植民地化を支持する団体「青年マレー協会」(YMA)の結成を推奨することで、運動の弱体化を図った。YMAの会員は反割譲派の中から無作為に選出され、入会を拒否した者は、公務員としての就労や、子供を学校に通わせることをできなくした。イギリス政府は反割譲運動に対する心理戦も行い、1947年12月以降、反割譲運動は衰退していった。

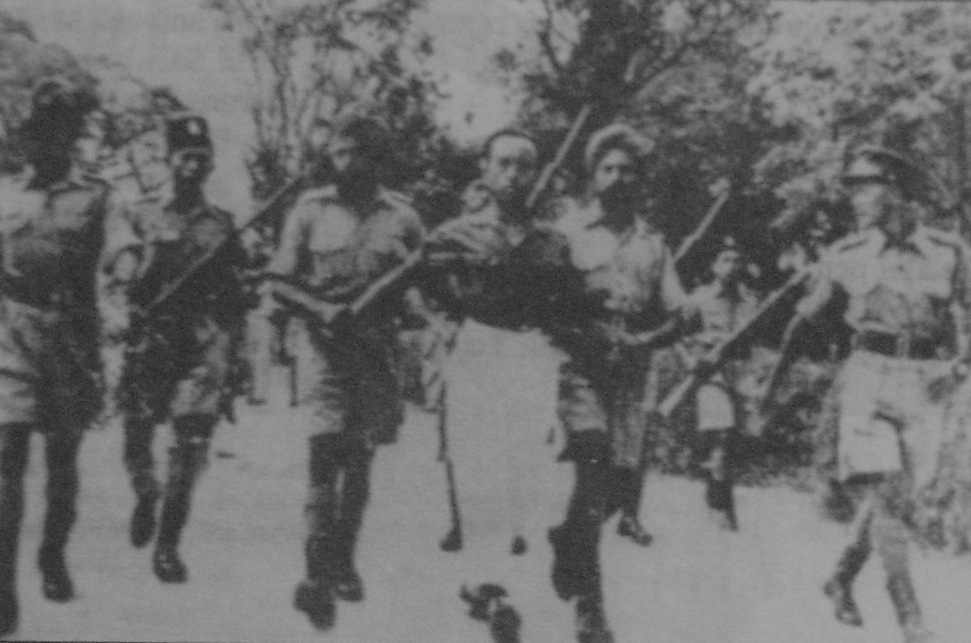
総督殺害容疑で警官に逮捕されたロスリ・ドビ

1949年12月3日、サラワクに着任したばかりの第2代総督ダンカン・スチュワートが、若い民族主義者のロスリ・ドビにより襲撃された。スチュワートは1週間後に死亡した。この事件をきっかけとして、サラワクの植民地当局はあらゆる手段を使って反割譲運動を弾圧した。1950年3月、ドビが所属していた政治組織「ルクン13」の全てのメンバーが逮捕され、襲撃に関わった4人は死刑となった。しかし、2012年にイギリス公文書館から機密解除された文書により、この襲撃事件は反割譲運動とは無関係であったことが判明した。彼らが所属するルクン13は、独立したばかりのインドネシアとサラワクとの連合を主張するものであり、イギリス政府もそれを知っていたが、インドネシアを刺激したくなかったことと、当時のイギリスがサラワクの北西のマラヤ危機に対応していたことから、この事実は公表されなかった。
反割譲運動の終結後、1963年7月22日に自治が確立するまで、サラワクはイギリス政府の管理下に置かれた。その後、1963年9月16日に、マラヤ連邦などとともにマレーシアを設立した。